# جاگدگشوادر ۱ (جنگ جهانی اول)

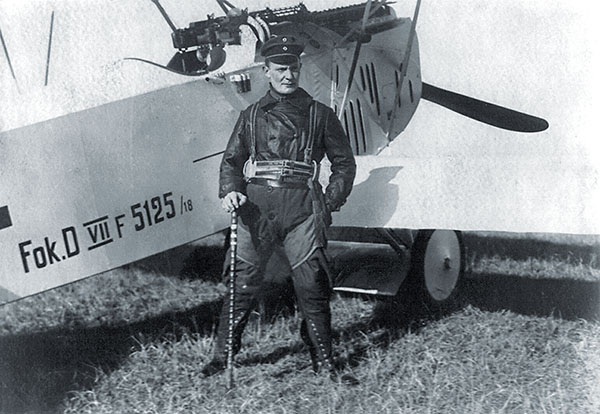

جاگدگشوادر ۱ (به آلمانی Jagdgeschwader I؛ با نام مخفف JG I) از جنگ جهانی اول، یک یگان نظامی جنگنده آلمانی لوفت‌اشترایت‌کرفته بود که شامل چهار جاستا (اسکادران جنگنده) بود. اولین واحد که تحت این طبقه‌بندی تشکیل شد، JG I در ۲۴ ژوئن ۱۹۱۷، با رهبری مانفرد فون ریشتهوفن، به عنوان افسر فرمانده، و ترکیب جاستا ۴، ۶، ۱۰ و ۱۱ تشکیل شد.
این یگان به «سیرک پرنده» (به آلمانی: Der Fliegende Zirkus) یا «سیرک ریختوفن» مشهور شد که این نام به دلیل وجود رنگ‌های روشن هواپیماهایش، و شاید به دلیل نحوه انتقال یگان از یک منطقه فعالیت هوایی متفقین به منطقه دیگر بود که شبیه حرکت یک سیرک مسافرتی با قطارها و برپایی مکرر چادرها در محوطه‌های هوایی غیر رسمی بود. 